# 酒井雄二
酒井 雄二（さかい ゆうじ、1972年10月5日 - ）は、日本のミュージシャンで、男性ヴォーカルグループ・ゴスペラーズのメンバーである。愛称：UZY、酒井さん。身長179cm。血液型はB型。愛知県刈谷市出身。

## 略歴
愛知県刈谷市西境町生まれ。刈谷市立富士松北小学校、刈谷市立富士松中学校、愛知県立刈谷高等学校卒業。衆議院議員の本村伸子（日本共産党）は高校時代の同級生にあたる。
高校卒業後には一年間浪人し、1992年に早稲田大学第一文学部社会学専修に入学。早稲田大学アカペラサークル「Street Corner Symphony」で村上てつや、黒沢薫と出逢う。1994年、メンバー入れ替えによって「ゴスペラーズ」の一員となり、同年12月、在学中にメジャー・デビューを果たす。
2006年4月より、NHK俳句番組で詠み人として、ナレーションを担当する。2006年に鈴木雅之、佐藤善雄、桑野信義らと「ゴスペラッツ」として村上てつやと共にデビュー。
2007年3月、サンシャインシティ内のコニカミノルタプラネタリウム満天のプラネタリウム番組「南十字星に魅せられて〜ゴスペラーズが奏でるオーストラリア〜」にてナレーションを担当。2009年3月にも同プラネタリウムにおいて「ゴスペラーズ 星と大地のハーモニー」でナレーションを担当した。
2007年4月7日から2008年3月15日まで、JFN系列全国38局ラジオ番組On the Albumのメインパーソナリティを村上てつやと共に務めていた。
2012年6月、共に刈谷市出身であることからHOME MADE 家族のMICROと『同じ空を見上げて』を発表。
2017年10月17日に結婚。相手は一般女性で、ゴスペラーズの最後の独身となっていた酒井が結婚したことに伴い、メンバー5人全員が既婚者となった。

## 人物
実家は梨農園を経営している。本人も大学時代に梨の直売などを手伝っていた。
クリアな声質（北山陽一がテナー音域で歌う曲の一部（アルバム『アカペラ』収録の「金色の翼」）ではベースを担当することがある）だが、独学で学んだヒューマンビートボックスや、トーキング・モジュレーター（トークボックス）、ヴォコーダー等を巧みに扱い作曲活動を行う。
彼自身が尊敬する14 KARAT SOULにアカペラ曲「こういう曲調好き」を提供（14 KARAT SOUL『Take me back』の6曲目「That Kinda Song」として収録されている）。
NHK総合の音楽番組『ポップジャム』の企画で、肺活量5750ccを記録し、企画自体を終了に追いやった。
声を使った仕事も多い。サンシャインシティのプラネタリウムでナレーションを務めたり、NHK俳句で詠み人を務めたり、ゴスペラーズのテレビCMのナレーションも務めている。大学時代、「声を生かした仕事がしたい」とアナウンサー試験を検討していたところ、サークルの先輩である村上にゴスペラーズへの加入を誘われたため、ナレーションの仕事が来た時は嬉しかったという。
絵が得意で、音楽雑誌『Gb』で「スコブルイー」という漫画を連載していたことがある。自分自身の身近な出来事を綴った漫画で、単行本化している。筆ペンで書く味のある絵が特徴。
ゲーム、パン、お菓子、電気製品、写真など、多様な趣味を持っている。SNSでは、ゲーム、パン、お菓子について発言することが多く、特にパンについては「ローカルパンハンター」というキャラクターを名乗ったり、お菓子については「おやつパトロール」とラジオのコーナーのようにしたりして、ユニークに発信し、ゴスマニアを楽しませている。そのため、これらのことについて、ゴスマニアから本人に新たなニュースなどについて報告が入ることも多い。ローカルパン好きが高じて『マツコの知らない世界』に出演し、マツコ・デラックスにローカルパンの魅力をプレゼンしている。

## レギュラー番組
- NHK俳句（2006年4月より、詠み人として出演。俳人の石田波郷の特集では、ナレーションと波郷の声を担当した）
- On the Album（JFN）
- LIFESTYLE MUSIC 929（東海ラジオ）
- パンが好きすぎる!（2020年12月6日、2021年1月9日 - 2021年3月27日（レギュラー放送）、BS朝日）

## 書籍
- スコブルイー（2002年3月11日）
ソニー・マガジンズより発行。初回特典は「てぬぐい」だった。